# Stupro del Belgio

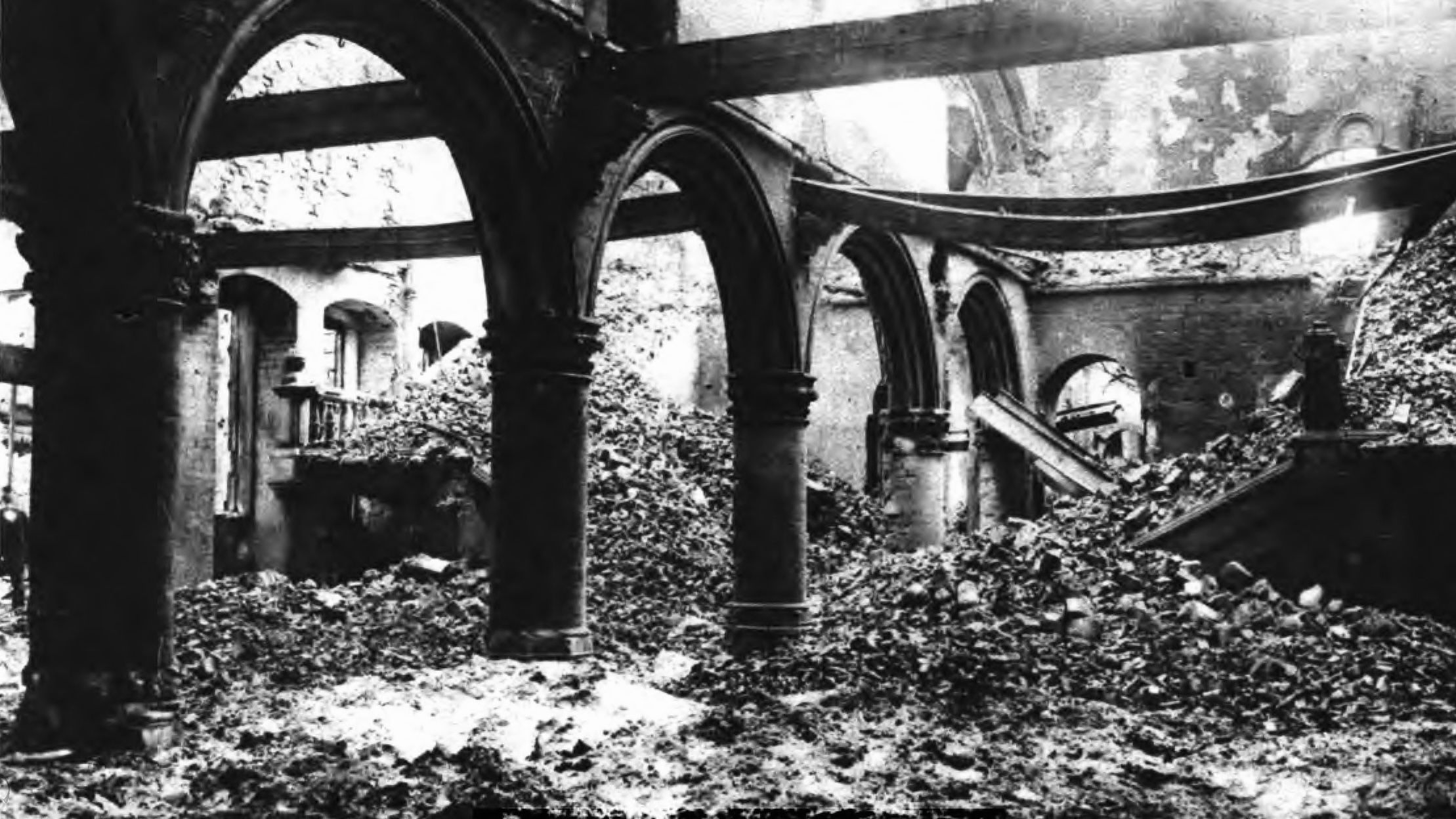
Le rovine della biblioteca dell'Università Cattolica di Lovanio dopo il suo incendio nel 1914.

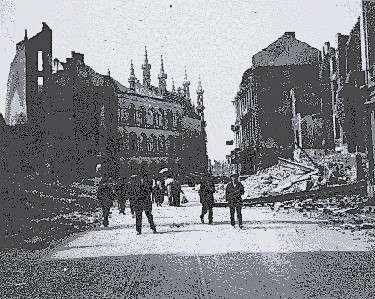
La città distrutta di Lovanio nel 1915.

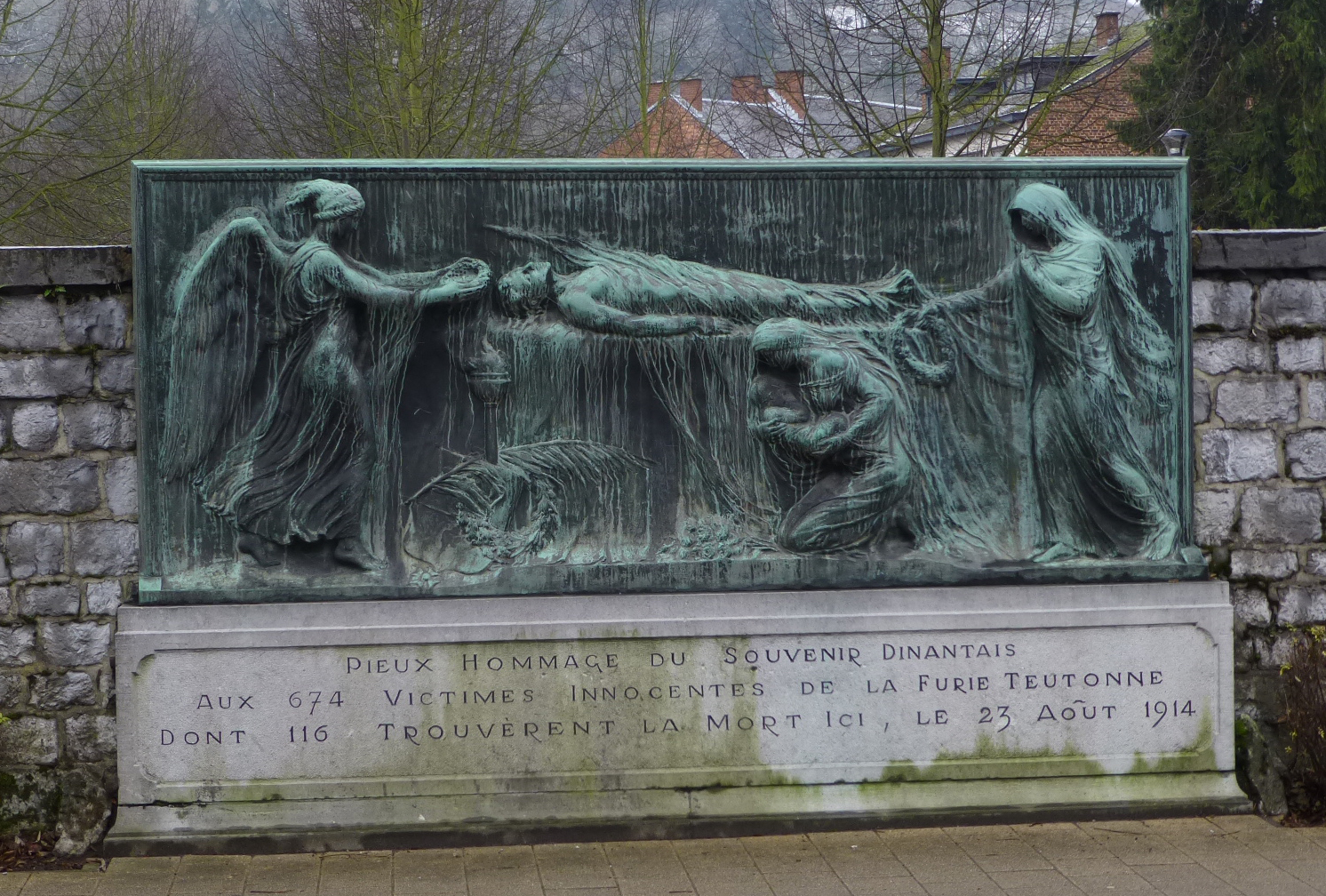
Monumento di bronzo in memoria delle 674 vittime civili di Dinant (23 agosto 1914).

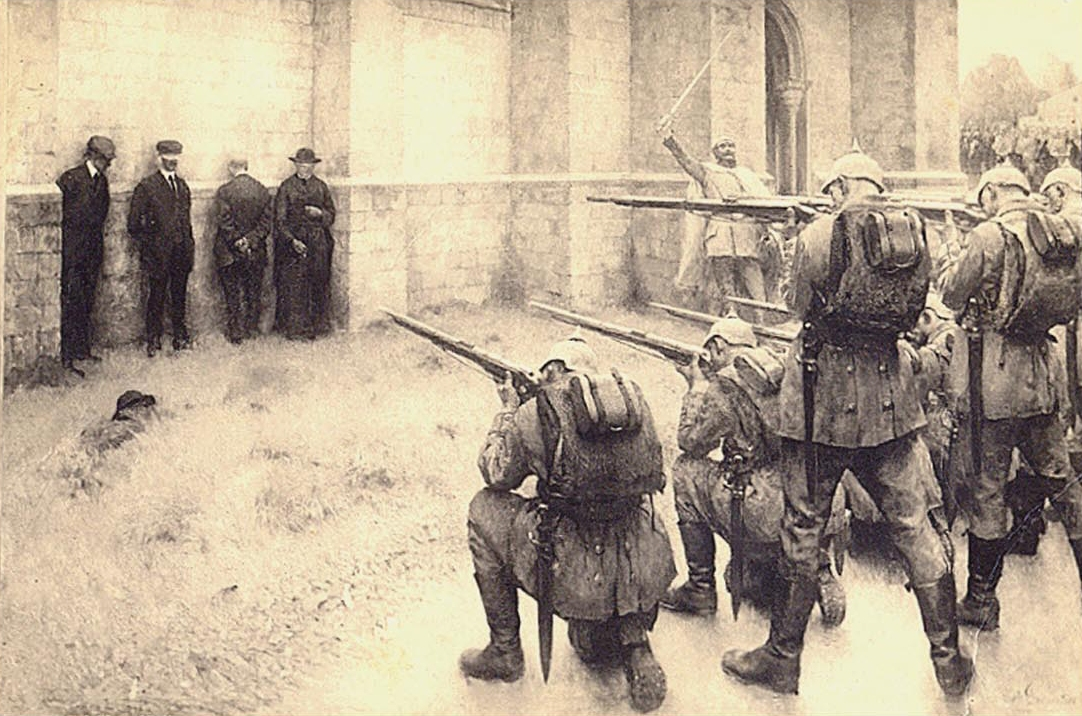
Quadro di Évariste Carpentier raffigurante la fucilazione di civili belgi ad opera dei tedeschi a Blegny.

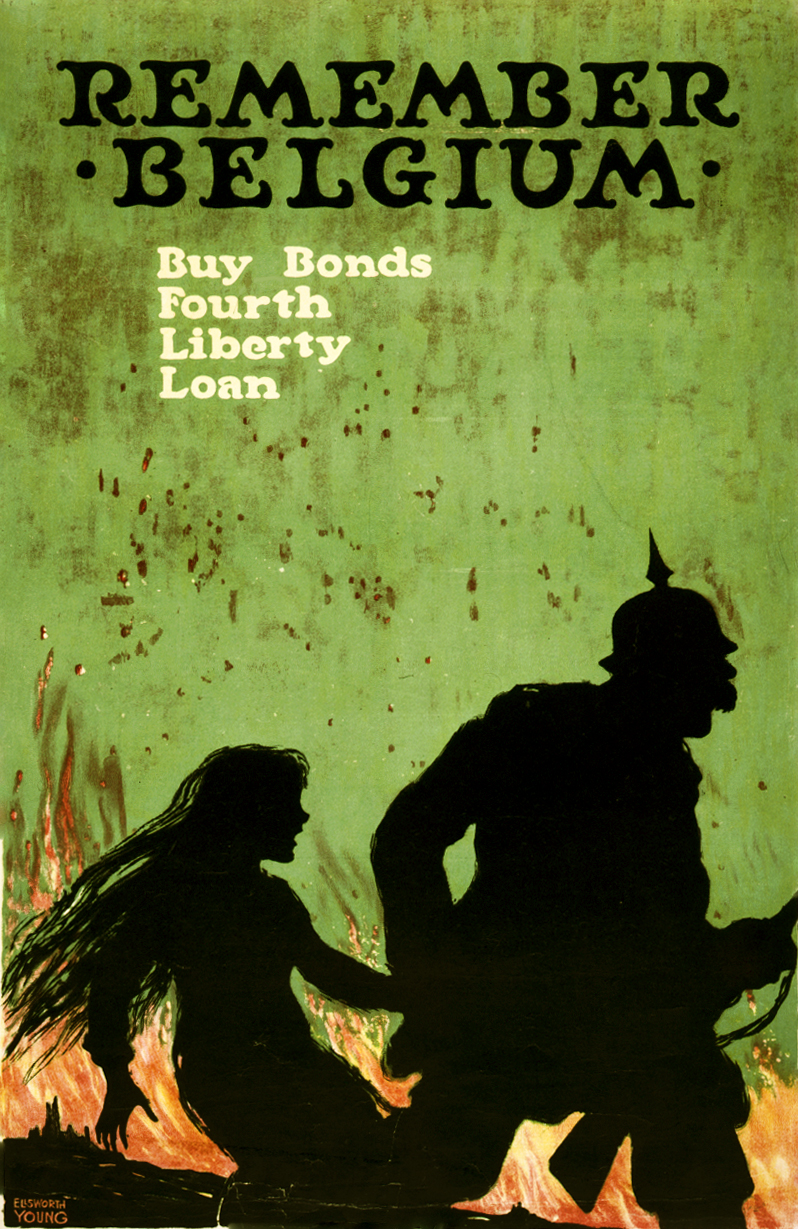
«Ricordati del Belgio»
Manifesto propagandistico inglese ad opera di Ellsworth Young riguardo ai crimini di guerra commessi dai tedeschi in Belgio.
Il poster, per incitare la popolazione inglese a sottoscrivere i prestiti di guerra lanciati dal governo a sostegno dello sforzo bellico nazionale, evoca nell'opinione pubblica la brutale violazione tedesca della neutralità belga e le atrocità contro i civili di cui gli Alleati accusarono l'invasore: un soldato tedesco con l'elmo chiodato e i baffi del Kaiser trascina una fanciulla belga tra le fiamme.

"Stupro del Belgio" è un'espressione di propaganda usata durante la prima guerra mondiale per descrivere l'invasione tedesca del Belgio del 1914. Il termine aveva inizialmente un significato figurato, in riferimento alla violazione della neutralità del Belgio, ma le atrocità commesse dai tedeschi gli diedero ben presto un significato letterale. Lo storiografo Larry Zuckerman lo utilizza in modo più restrittivo per descrivere una serie di crimini di guerra tedeschi commessi nei primi mesi di guerra (dal 4 agosto fino al settembre 1914).

## Storia

### L'invasione del Belgio
La neutralità del Belgio era stata garantita dal Trattato di Londra (1839) che era stato firmato anche dalla Prussia. Il Trattato di Londra venne confermato nel 1871 e alla Conferenza dell'Aja nel 1907 da parte dell'Impero tedesco, che aveva ereditato e confermato gran parte degli obblighi diplomatici della Prussia.
Tuttavia, quando scoppiò la prima guerra mondiale, le forze armate tedesche violarono la neutralità del Belgio al fine di aggirare l'esercito francese, concentrato nella Francia orientale. Infatti, per cautelarsi dalla probabile eventualità di dover sostenere un impegno bellico prolungato su due fronti contemporaneamente, la strategia tedesca prevedeva che, in caso di conflitto con la Russia, si fosse proceduto preventivamente al repentino annientamento dell'esercito francese.
È il Piano Schlieffen (dal nome del suo ideatore, conte Alfred von Schlieffen, comandante in capo dell'esercito tedesco dal 1891 al 1906, morto nel 1913), che la Germania teneva pronto dal 1905. Con una manovra a tenaglia le armate del Reich avrebbero dovuto attraversare il Belgio per penetrare in territorio francese da nord, occupare i porti sulla Manica da Dunkerque a Le Havre e ridiscendere fino ad aggirare Parigi. L'intera operazione doveva durare esattamente 42 giorni (6 settimane) e concludersi con la vittoria prima che la Russia avesse potuto portare a termine la lenta mobilitazione del suo esercito e fosse stata pronta a sferrare il suo attacco sul fronte orientale.
Il 1º agosto 1914 la Germania scese in campo con la dichiarazione di guerra alla Russia, il 2 agosto occupò il Lussemburgo, il 3 agosto dichiarò guerra alla Francia e il 4 agosto, ricevuto un rifiuto alla richiesta di acconsentire al passaggio delle proprie truppe, invase il Belgio. Il cancelliere tedesco Theobald von Bethmann-Hollweg respinse il trattato del 1839 come un "pezzo di carta".

### Terrore sul Belgio
L'esercito «da operetta» di re Alberto I (come erano definite le truppe belghe dai tedeschi) invece di dissolversi manifestò un'inaspettata capacità di difesa: il generale Erich Ludendorff ebbe infatti bisogno di 11 giorni per impadronirsi della città di Liegi e solo il 20 agosto i tedeschi riuscirono a entrare a Bruxelles, mentre i belgi ripiegarono con ordine per asserragliarsi nel porto-fortezza di Anversa (che non cadde prima del 9 ottobre). Per piegare la resistenza del Belgio i tedeschi adottarono la tecnica del terrore, lasciando dietro di sé una scia di villaggi distrutti e di civili eliminati.
I dettami di Carl von Clausewitz, che consigliava una certa pressione sulle popolazioni invase affinché si potesse ottenere la resa dell'avversario, vennero applicati dall'esercito tedesco quando questo irruppe nel Belgio e in Francia settentrionale nel 1914. Durante l'inizio della guerra l'esercito tedesco si impegnò in numerose atrocità contro la popolazione civile del Belgio, distruggendo inoltre diverse proprietà civili. Ciò era dovuto sia alla necessità di fornire risorse ai soldati tedeschi, sottraendole così alla popolazione locale, sia alla paranoia di un'insurrezione belga contro l'occupazione militare.
L'uccisione di parecchie centinaia di civili belgi, presto identificati dalla propaganda franco-belga come lo «stupro del Belgio», si verificarono in varie località belghe come Sambreville, Seilles, Dinant e Lovanio, oltre che nei distretti francesi nord-orientali. I soldati tedeschi, colpiti dai franchi tiratori che già li avevano infastiditi durante la guerra franco-prussiana del 1870 e animati da presunte storie di loro commilitoni accoltellati alle spalle o torturati mentre erano feriti e inermi, si ostinarono a combattere con ferocia ogni atto da loro giudicato "illegale".
Alle città invase venne spiegato che il blocco navale alleato impediva alla Germania di fornire adeguate scorte alimentari e le popolazioni vennero salvate solo dalle derrate alimentari statunitensi distribuite dalla Committee for Relief in Belgium, guidata dal futuro presidente Herbert Hoover, che si prese cura anche dell'oltre mezzo milione di uomini rimasti disoccupati con lo spostamento delle fabbriche belghe in Germania, dove vennero inviati inoltre più di 60.000 lavoratori coatti e alcune decine di migliaia di loro colleghi volontari. Altri uomini, donne e ragazzi vennero obbligati ai lavori agricoli nelle vicinanze del luogo di coscrizione Per dividere ulteriormente la popolazione, i tedeschi fecero leva sugli antichi dissapori tra fiamminghi e valloni, arrivando a riconoscere il Governo provvisorio delle Fiandre del fiammingo August Borms.
In totale vennero uccisi 6.000 belgi e vennero distrutte 25.000 abitazioni e altri edifici in 837 comuni. 1.500.000 belgi fuggirono dall'invasione dell'esercito tedesco (20% dell'intera popolazione belga).

### Crimini di guerra
Nel Belgio le truppe tedesche, temendo i guerriglieri francesi e belgi, o i franchi tiratori, diedero fuoco a case e massacrarono cittadini nella parte orientale e centrale del Paese come ad Aarschot (156 morti), Andenne (211 morti), Tamines (383 morti) e Dinant (674 morti). Tra le vittime vi furono anche donne e bambini.
Il 25 agosto 1914, i tedeschi devastarono la città di Lovanio: deliberatamente, con la benzina, diedero fuoco alla biblioteca dell'Università Cattolica che conteneva circa 300.000 libri e manoscritti medievali, uccisero 248 civili ed espulsero l'intera popolazione di 42.000 abitanti. Abitazioni di civili furono incendiate e cittadini furono spesso fucilati nel luogo in cui si trovavano. Furono inoltre distrutti oltre 2.000 edifici, mentre grandi quantità di materiali strategici, prodotti alimentari e moderne attrezzature industriali furono saccheggiati e trasferiti in Germania. Queste azioni attirarono l'indignazione internazionale.
Nel Brabante i tedeschi ordinarono ad alcune suore di denudarsi sotto il pretesto che fossero spie; ad Aarschot, tra agosto e settembre, furono ripetutamente uccise donne. Come il saccheggio e l'omicidio, lo stupro era egualmente diffuso.